# جيمس آرثر إيوينغ
جيمس آرثر إيوينغ (بالإنجليزية: James Arthur Ewing)‏ هو سياسي أمريكي، ولد في 1916 في يونغزتاون في الولايات المتحدة. حزبياً، نشط في الحزب الديمقراطي. وقد انتخب حاكم ساموا الأمريكية ‏ (28 نوفمبر 1952 – 4 مارس 1953).